# Pollenia lativertex
Pollenia lativertex är en tvåvingeart som beskrevs av Dear 1986. Pollenia lativertex ingår i släktet vindsflugor, och familjen spyflugor. Inga underarter finns listade i Catalogue of Life.